# Чжуаньшу
Чжуаньшу (кит. трад. 篆書, упр. 篆书, пиньинь zhuànshū, также иероглифы печати) — термин в китайской науке о письме, обозначающий древние формы китайского письма.

## Терминология
В эпоху Хань, когда происходил переход к канцелярскому письму, словом чжуаньшу называли древнее письмо, к тому времени использовавшееся лишь в декоративных и церемониальных целях, прежде всего на печатях, отсюда смысл названия, «иероглифы печати». Различали знаки малой печати сяочжуань (小篆) — стандартизованное письмо Цинь, и знаки большой печати дачжуань (大篆), к которому относили все остальные виды древнего письма (до-циньские и не-циньские).
Чжуаньшу в широком смысле включает в себя стиль надписей на бронзовых сосудах и даже надписей на гадательных костях. Ныне в узком смысле слово чжуаньшу в основном обозначает именно малое печатное. В современной научной среде эти термины обычно не используются из-за своей неопределённости.

## Разновидности
Помимо сяочжоу существует множество разновидностей древнего письма, традиционно объединяемых понятием «дачжоу». К декоративным разновидностям относятся няочуншу, головастиковое письмо[неизвестный термин], лаковое письмо[неизвестный термин] и цзюдечжуань.

## Современное использование
Ныне чжуаньшу обычно используется в декоративных целях. Печати типа инканов — одна из основных сфер, где сохраняется древнее письмо. Большинство владеющих современным иероглифическим письмом не могут читать печатное письмо без подготовки.

## В кодировках
Ожидается, что сяочжоу будет закодировано в Юникод. Для него зарезервированы коды от U+34000 до U+368FF (Plane 3, Tertiary Ideographic Plane).